# SN 2008ak
SN 2008ak – supernowa typu II odkryta 12 lutego 2008 roku w galaktyce UGC 2519. W momencie odkrycia miała maksymalną jasność 18,50m.